# Enric Rufas i Bou
Enric Rufas i Bou   (el Prat de Llobregat, 5 de setembre de 1966) és un dramaturg i guionista català de cinema i de televisió.

## Treballs

### Cinema
- Lucía
- El sonido de las cosas
- Bella Joventut
- La herida[1]
- Somni_i_silenci
- La soledad
- Les hores del dia

### Teatre
- La tele que os parió!. Nuevo Teatro Alcalá. 2011
- No vengas solo. Guionista. Espectacle de màgia protagonitzat per Anthony Blake a l'Artèria Paral·lel. 2011
- ¡La tele que os parió! a la Sala Teatro La Usina. 2010.[2]
- Universo perdido. Autor i director. Teatro de las Aguas, 2002
- L'univers perdut. Teatre Artenbrut, 1998
- Amistat, peça breu representada per la Companyia Pannik dins de l'espectacle "Amor a mort". El Llantiol, 1998.
- Certes mentides Cicle Nous Autors Catalans.1997.[3]
- En el refugi de la foscor. Posada en escena d'un text dramàtic per a ràdio. Sala Beckett, 1996.
- La lluna dins un pou. Casa Elizalde. 1996

### Llibres publicats
- La Soledad, guió cinematogràfic publicat per Lagartos Editores.
- Els venedors de somnis. Peça breu de teatre publicada per Arola Editors amb el títol conjunt  Dramaticulària, 18 textos breus per felicitar-nos.[4]
- La lluna dins un pou, obra de teatre publicada per AADPC Edicions en la col·lecció Teatre-Entreacte, núm. 37.
- Certes mentides, obra de teatre publicada per Arola Editors, en la col·lecció Textos a part/Teatre contemporani.
- L'Univers perdut, obra de teatre publicada per Edicions 62, en la col·lecció "Textos teatrals. El galliner".

### Televisió
En televisió ha treballat com a guionista de programes d'entreteniment i sèries de ficció per a les cadenes Tele 5, Antena 3, Cuatro, la Sexta, Canal+ i TV3.

### Ràdio
Com a guionista de ràdio ha treballat per a la cadena Catalunya Ràdio, creant en solitari una sèrie còmica titulada "Sol arran de la finestra" i el text dramàtic "Vent als orelles".

### Crític
Va exercir de crític de teatre per a la revista Barcelona Village Magazine.

## Premis
- premi Recull en l'apartat Josep Ametller de teatre 1996 per L'univers perdut, (publicada per Edicions 62), estrenada el 1998 al Teatre Artenbrut de Barcelona[5]
- Premi Joan Santamaria 1996 per La lluna dins un pou (publicada per l'AADPC)